# Високий імпеданс
В електроніці, високий імпеданс означає що деяка точка електричного кола (вузол) дозволяє пропускати через себе відносно не велику кількість струму, на одиницю застосованої напруги на дану точку. Кола високого імпедансу мають малий струм і потенційно високу напругу, а кола із низьким імпедансом є протилежністю їм (мала напруга і потенційно високий струм). Числові визначення "високого імпедансу" можуть бути різними в залежності від області застосування. 
Входи із високим імпедансом використовують у вимірювальних приладах, таких як вольтметри або осцилографи. В аудіо системах, високий імпеданс може бути необхідним при використанні із приладами такими як п'єзоелектричні мікрофони або іншими приладами із високим внутрішнім імпедансом. 

## Цифрова електроніка
В цифрових колах, високий імпеданс (також високе-Z, третій стан, або плаваючий стан) означає що вихід не приведено до певного визначеного логічного рівня вихідним колом. Сигнал не приводиться ні до логічного високого рівня, ні до низького; це приводить до визначення "третього стану". Такий сигнал можна розглядати як відкрите коло (або "висячий" дріт) оскільки з'єднання його із колом малого імпедансу не матиме ніякого впливу на те коло; натомість він сам буде підлаштовуватися під ту саму напругу як і активно керований вихід. Піни із комбінованими входом/виходом, які можна зустріти у багатьох інтегрованих мікросхемах насправді є виходами із трьома станами, які в середині були з'єднані із входами (утворюючи в результаті логіку з трьома станами або логіку з чотирма значеннями). Серед багатьох інших застосувань, це є основою систем основаних на шинах в комп'ютерах.
Стан високого імпедансу в даному вузлі кола не можна визначити лише вимірюванням напруги. Підтягуючий резистор (або притягуючий до землі резистор) можуть використовуватися як джерело середнього імпедансу як спроба притягнути з'єднання до високого (або низького) значення напруги. Якщо вузол не знаходиться у стані високого імпедансу, додатковий струм від резистора значно не вплине на його рівень напруги.